# Pegopus
Pegopus is een geslacht van vliesvleugeligen uit de familie Pteromalidae. De wetenschappelijke naam van dit geslacht is voor het eerst geldig gepubliceerd in 1856 door Förster.

## Soorten
Het geslacht Pegopus omvat de volgende soorten:
- Pegopus alpicola (Förster, 1861)
- Pegopus inornatus (Walker, 1834)
- Pegopus leptomerus Graham, 1969